# 日本過濾器工業公司
日本過濾器工業股份有限公司，簡稱日本過濾器工業股份或日本過濾器工業（英語：Japan Filter Technology Limited），日本煙草產業股份有限公司旗下公司，是在1958年9月18日成立。
總部位於東京澀谷區。主要業務生產煙草過濾器產品。

## 連結
- jft-l.co.jp （页面存档备份，存于）